# Anders Hansen Lindenov
Anders Hansen Lindenov til Fovslet, Sellerup og Rørbæk i Jylland (død 1562), dansk lensmand.
Han var søn af Hans Johansen Lindenov til Fovslet og Berete Eriksdatter Rosenkrantz.
Hans navn forekommer fra 1537, oftest i forbindelse med sine mere fremtrædende brødre, Hans og Christoffer, men han havde dog et par større len. I 1540 forlenedes han med Rugård og broderen Hans med Kjærstrup, og på det sidstnævnte slot blev han broderens afløser som lensmand i 1546, men fratrådte igen det følgende år. Siden levede han til sin død 1562 stille på sine gårde.
Han var gift med Margrethe Thomasdatter Lange (død 1554), enke efter Hartvig Andersen Ulfeldt.